# Улрих VIII фон Регенщайн
Улрих VIII фон Регенщайн (на немски: Ulrich VIII von Regenstein; * пр. 1355; † между 24 юни 1410/31 декември 1410) е граф на Регенщайн при Бланкенбург в Харц.
Той е син на граф Улрих VII фон Регенщайн († 1375) и съпругата му Магдалена фон Плауен или на втората му съпруга Регнилда фон Волденберг.

## Фамилия
Улрих VII фон Регенщайн се жени пр. 1393 г. за Катарина фон Липе († сл. 3 февруари 1425), дъщеря на Симон III фон Липе († 1410) и Ерменгард фон Хоя († 1422). Те имат един син:
- Бернард IV фон Регенщайн-Бланкенбург (I) (* сл. 1393; † между 13 септември 1422/24 юни 1423), женен на 9 август 1414 г. за графиня Агнес фон Шварцбург-Лойтенберг († сл. 16 октомври 1435)